# Église Saint-Théodule de Brizon
Pour les articles homonymes, voir Église Saint-Théodule et Brizon (homonymie).
L'église Saint-Théodule de Brizon, est une église catholique française, située en Haute-Savoie, sur la commune de Brizon. L'église est placée sous le patronage de Théodore d'Octodure, premier évêque de Sion.

## Historique
Une première chapelle a été édifiée vers 1480 et dédiée à Notre-Dame, puis à Théodore d'Octodure.
L'église actuelle a été reconstruite, sur cet ancien emplacement, de 1850 à 1852, selon les plans de l'architecte Ernesto Melano,.

## Description
Elle est construite dans un style pseudo roman ou style néoclassique sarde.
L'édifice a pour particularité d'avoir le chœur orienté vers le couchant et non vers l'est selon l'usage.